# Mobile TeleSystems
Mobile TeleSystems (MTS; russisch Мобильные ТелеСистемы (MTC), Mobilnyje TeleSistemy (MTS)) ist der größte Mobilfunkanbieter in Russland und der restlichen GUS. Er hat 84,9 Millionen Kunden (Stand 2022). MTS ist ein Joint-Partner mit Vodafone in Russland. Am 31. Oktober 2008 gab Vodafone eine Partnerschaft mit MTS bekannt, wonach Vodafone-Dienste für MTS-Abonnenten und beide Unternehmen verfügbar sein werden.

## Geschichte

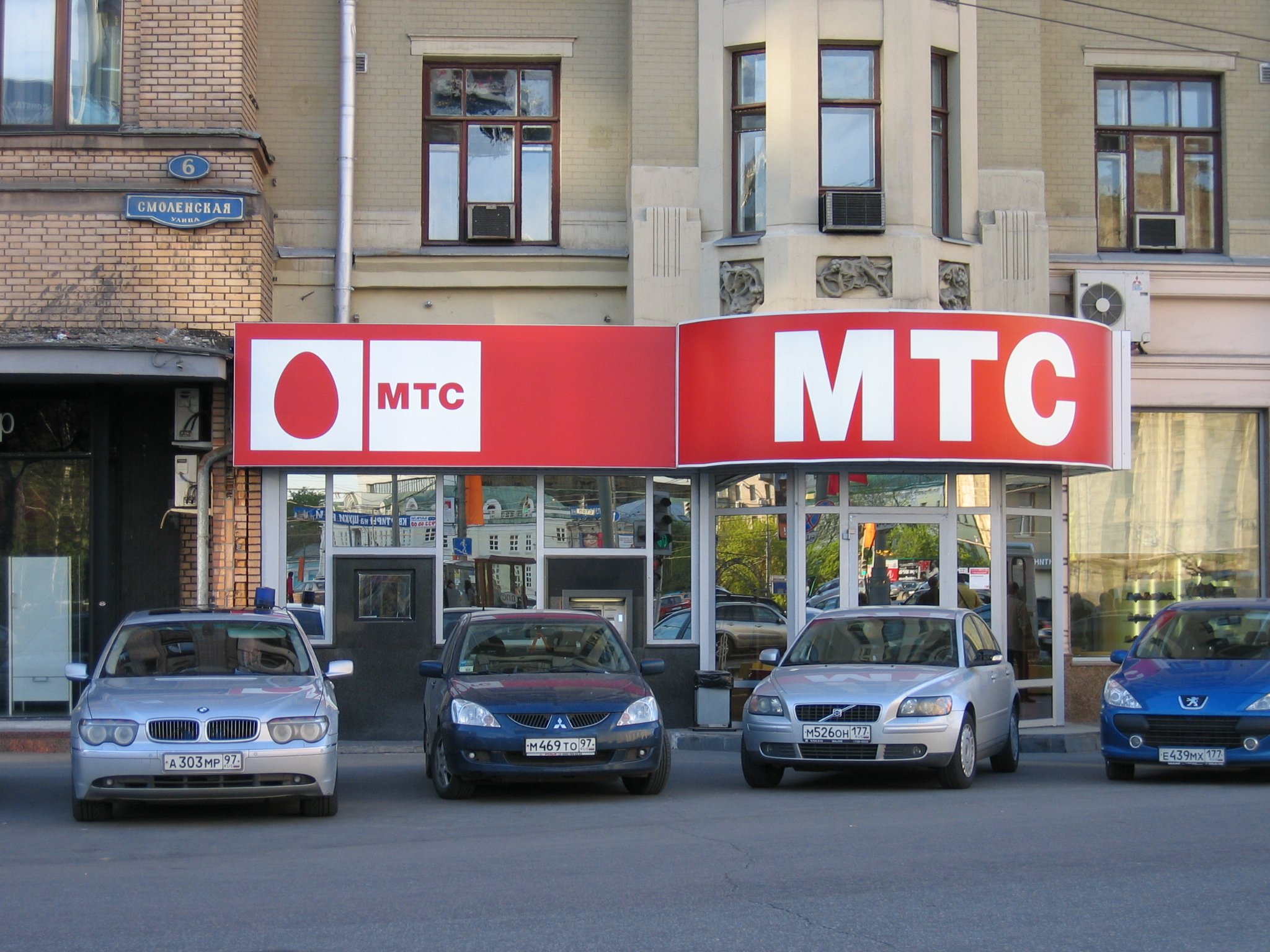
Ein MTS-Laden in Moskau

Mobile TeleSystems wurde im Jahre 1993 als Joint-Venture des Moskauer Telefonkonzerns Moskowskaja Gorodskaja Telefonnaja Set (MGTS), russisch Московская Городская Телефонная Сеть (53 %) und den deutschen Unternehmen Deutsche Telekom und Siemens AG (47 %) gegründet.
Zwischen 2003 und 2005 verkaufte die Deutsche Telekom ihre Anteile an MTS für geschätzte € 3 Mrd. Als offizielle Begründung dafür wurde der erforderliche Schuldenabbau des Konzerns genannt. Am 14. September 2007 erwarb Mobile TeleSystems 80 % der Anteile an VivaCell (Armenien).

## Anteilseigner
Mobile TeleSystems wurde im Jahre 2000 in eine russische Aktiengesellschaft umgewandelt. MTS ist an der New York Stock Exchange (NYSE) und an der Moskauer Börse im RTS-Index gelistet.
- 52,8 % – Sistema
- 46,7 % – Aktionäre
- 0,5 % – Sonstige Aktionäre

## Unternehmensdaten
- Umsatzerlös 2006 =  1.492 Millionen US-Dollar
- EBIT-Gewinn 2006 = 730 Millionen US-Dollar
- Gewinn 2006 = 295 Millionen US-Dollar

## Gebiete
MTS hat auch Lizenzen in Belarus, der Ukraine, Usbekistan, Turkmenistan und Armenien.